# Jošinobu Tokugawa
Jošinobu Tokugawa (japonsky 徳川 慶喜, Tokugawa Jošinobu, také známý jako Keiki; 29. srpna 1837 Edo – 19. listopadu 1913 Bunkjó, Tokio) byl patnáctým a posledním šógunem šógunátu Tokugawa. Byl součástí hnutí, které mělo za cíl reformovat upadající šógunát, čehož se mu však docílit nepodařilo. Po své rezignaci v roce 1867 odešel do důchodu a po zbytek svého života se většinou vyhýbal veřejnosti.

## Život před funkcí šóguna
Jošinobu Tokugawa se narodil v Edu, jako sedmý syn Nariakiho Tokugawy, který zastával funkci daimjóa v Mitu. Mito bylo jedno z gosanke, ze tří větví rodinného klanu Tokugawa, z nichž mohl být vybrán šógun.
Narodil se jako Šičiróma Macudaira a dostalo se striktní spartánské výchovy a péče. Byl vzdělaný v literatuře a bojových uměních a dosáhl také kompletního vzdělání o principech politiky a vládnutí.
Na podnět svého otce, Šičiróma, byl adoptován rodinou Hitocubaši-Tokugawa, aby získal lepší šance stát se následníkem šóguna. V roce 1847 se stal hlavou rodiny, získal hodnost, titul a přijal jméno Jošinobu. Po smrti třináctého šóguna Iesady, byl Jošinobu v roce 1858 nominován jako jeho potenciální nástupce. Jeho přívrženci vychvalovali jeho zkušenosti a zdatnost v řízení rodinných záležitostí. Vyhrála však druhá frakce vedená Naosukem Ii. Byl vybrán jejich kandidát, mladý Jošitomi Tokugawa, který se stal čtrnáctým šógunem Iemočim. Hned nato, během Očisty Ansei, bylo na Jošinobu a jeho podpůrce uvaleno domácí vězení. Jošinobu byl sesazen z vedení Hitocubaši.
Období Iiho dominance v tokugawské vládě bylo poznamenáno špatným vládnutím a nesouhlasem s vládou. Po zavraždění Iiho v roce 1860 se Jošinobu znovu stal hlavu rodiny Hitocubaši a v roce 1862 byl nominován na post Šógunova poručníka (将軍後見職; šógun atomi-šoku) a později na tento post i dosáhl. Ve stejnou dobu byli jeho dva blízcí spojenci Jošinaga Macudaira a Katamori Macudaira jmenováni do vysokých pozic: Jošinaga se stal Vedoucím pro politické záležitosti (政治総裁職; seidži sósai šoku) a Katamori získal postavení Ochránce Kjóta (京都守護職; Kjoto Šugošoku). Tito tři muži posléze podnikli několik kroků, které směřovaly k potlačení politických nepokojů v oblasti Kjóta, a sbírali spojence, aby čelili aktivitám rebelů v léně Čóšú. Byli významnými postavami v politické straně kóbu-gattai, která hledala soulad mezi šógunem a císařským dvorem.
Jošinobu v roce 1864 jako velitel obrany císařského paláce úspěšně porazil síly z Čóšú při jejich pokusu obsadit bránu císařského paláce – Hamaguri. Toho bylo dosaženo s využitím sil z koalice Aizu-Sacuma.

## Jošinobu šógunem (1866)

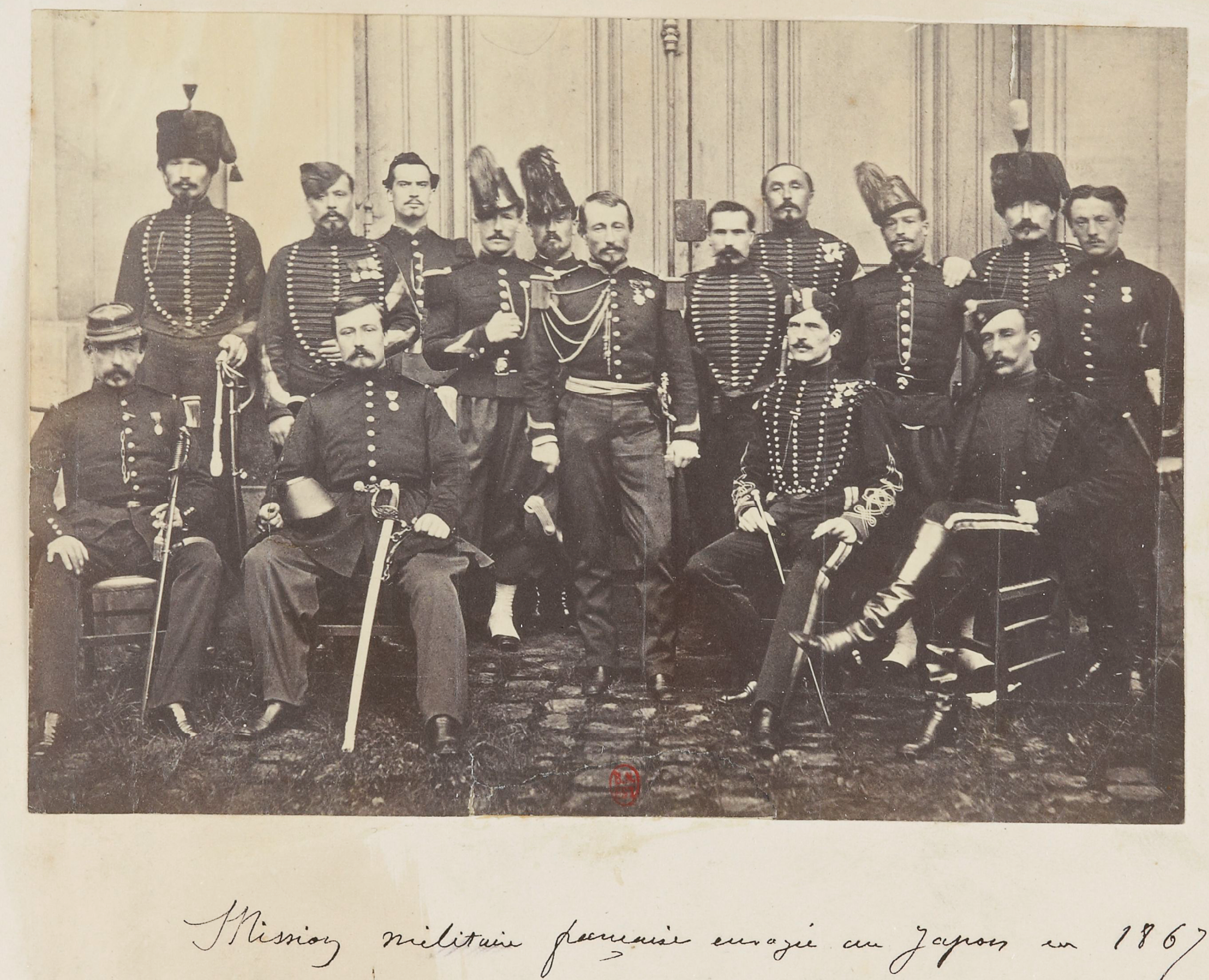
Francouzská vojenská mise v Japonsku pozvaná Jošinobuem Tokugawou za účelem modernizace jeho vojska (1867)

Po smrti Iemočiho Tokugawy v roce 1866 byl Jošinobu vybrán za jeho nástupce a stal se tak patnáctým šógunem. Byl jediným šógunem, který strávil celé své funkční období mimo Edo; nikdy nevstoupil do hradu Edo jako šógun .
Ihned po nástupu Jošinobua za šóguna byly iniciovány velké změny, které měly posílit Tokugawovu vládu včetně její důkladné generálky. Především to byla podpora od Druhého francouzského císařství při organizaci budování zbrojovky v Jokosuce pod vedením Leoncea Vernyho a přidělení francouzské vojenské mise na modernizaci armády bakufu.
Národní armáda a loďstvo, které již byly zformovány pod Tokugawovým velením, byly posíleny podporou Francie a vojenská výzbroj byla zakoupena ze Spojených států.

## Válka Bošin (1867–1869)
Protože se obávali nového posílení šógunátu Tokugawa pod silným a rozumným vládcem, vytvořili samurajové z Sacumy, Čóšú a Tosy proti tomu alianci. Pod heslem sonnó džói (尊皇攘夷 nebo 尊王攘夷, ctěte císaře, vypuďte barbary!) a spojeni strachem z nového šóguna jako „Znovuzrození Iejasua“ (家康の再来, Iejasu no sairai), který by pokračoval v převzetí moci císaře, začali pracovat na ukončení šógunátu, i když každý k tomu použil svůj vlastní přístup. Především Tosa byla mírnější; navrhovala kompromis, aby Jošinobu rezignoval jako šógun, ale předsedal by nové národní vládní radě složené z různých daimjó. Za tímto účelem požádali Tojonori Jamauči, pán Tosy, spolu se svým rádcem Šódžirem Gotóem, Jošinobua, zda by mohl rezignovat.
Jošinobu odstoupil jako šógun koncem roku 1867, formálně vrátil vládní moc císaři. Potom odešel z Kjóta do Ósaky. Ale samurajové ze Sacumy a Čóšú byli proti tomu, aby Jošinobu vládl národní vládní radě. Tajně získali císařské nařízení vyzývající k využití síly proti Jošinobuovi (později se ukázalo, že to byl padělek) a přesunuli velký počet vojsk ze Sacumy a Čóšú do Kjóta. Zde bylo svoláno setkání na císařském dvoře, na kterém byl Jošinobu zbaven všech titulů a pozemků, nebyly však podniknuty žádné kroky, které by bylo možné pokládat za agresivní nebo kriminální. Nikdo, kdo by byl proti tomuto postupu, nebyl na toto setkání pozván. Jošinobu proti tomu sepsal protest, který měl být doručen na císařský dvůr; na naléhání vůdců knížectví Aizu, Kuwana a jiných oblastí a vzhledem k velkému počtu vojsk ze Sacumy a Čóšú v Kjótu, vyslal velké vojsko, které mělo doručit jeho poselství na císařský dvůr.
Když Tokugawovo vojsko dorazilo ke Kjótu, nebylo mu dovoleno vstoupit a bylo napadeno vojsky ze Sacumy a Čóšú. Začala bitva u Toby a Fušimi, první střet války Bošin. Ačkoli Tokugawovo vojsko mělo jednoznačnou početní převahu, Jošinobu opustil svou armádu uprostřed boje, když si uvědomil, že vojska ze Sacumy a Čóšú bojují pod císařskou zástavou, a ujel do Eda. Uvalil na sebe dobrovolné vězení a oznámil své podřízení se císařskému dvoru. Mír však byl dosažen, až když byl adoptován mladý vůdce vedlejší větve rodu Tokugawa Kamenosuke Tajasu a stal se hlavou Tokugawského rodu. Hrad Edo byl 11. dubna předán císařské armádě  a město tak bylo ušetřeno totální války.
Spolu s Kamenosukem, který přijal jméno Iesato Tokugawa, se Jošinobu přesunul do Šizuoky. Sem se o několik staletí dříve na důchod uchýlil i Iejasu Tokugawa, zakladatel šógunátu Tokugawa. Iesato se stal daimjóem v novém lénu Šizuoka, ale tento titul ztratil o několik let později, když bylo členění na léna (han) zrušeno.
Mnozí hatamoto (strážci zástavy) se také přestěhovali do Šizuoky, ale velká část z nich si nenašla adekvátní prostředky pro důstojnou existenci. Proto byli mnozí z nich z Jošinobua pohoršeni a někteří si z tohoto důvodu přáli jeho smrt. Jošinobu si toho byl vědom a v obavě z atentátu změnil svůj spánkový režim tak, aby zmátl potenciálního vraha.

## Pozdější život
V klidném důchodu Jošinobu provozoval mnoho koníčků včetně olejomalby, lukostřelby, lovu, fotografování, a dokonce i cyklistiky. Některé z Jošinobuových fotografií zveřejnil v posledních letech jeho pravnuk Jošitomo.
V roce 1902 mu císař Meidži dovolil obnovit vlastní rodovou větev Tokugawa (bekke) a za jeho věrné služby Japonsku mu udělil nejvyšší možnou šlechtickou hodnost princ (kóšaku). Princ Jošinobu Tokugawa zemřel 21. listopadu 1913 v 16:10 místního času.

## ÉrybakufuJošinobua
Roky, mezi kterými byl Jošinobu šógunem, jsou specificky identifikovány více než jedním názvem éry (nengó).
- Keió (1865–1868)
- Meidži (1868–1912)